# Tachychlora subscripta
Tachychlora subscripta är en fjärilsart som beskrevs av W. Warren 1897. Tachychlora subscripta ingår i släktet Tachychlora och familjen mätare. Inga underarter finns listade i Catalogue of Life.